# Мужская сборная Греции по хоккею на траве
Мужская сборная Греции по хоккею на траве — мужская сборная по хоккею на траве, представляющая Грецию на международной арене. Управляющим органом сборной выступает Федерация хоккея на траве Греции (англ. Hellenic Hockey Federation).
Сборная занимает (по состоянию на 6 июля 2015) 59-е место в рейтинге Международной федерации хоккея на траве (FIH).

## Результаты выступлений

### Чемпионат Европы (III дивизион)
(EuroHockey Nations Challenge III, до 2011 назывался EuroHockey Nations Challenge I)
- 2005 — 5-е место[2]

### Чемпионат Европы (IV дивизион)
(EuroHockey Nations Challenge IV, до 2011 назывался EuroHockey Nations Challenge II)
- 2009 — 4-е место[3]
- 2011 — [4]
- 2013 — [5]

### Чемпионат Европы (индорхоккей)
III дивизион
- 2010 — 5-е место[6]